# ピュクシス
ピュクシス（古希: πυξίς、pyxis）は、古代ギリシア・ローマ期に用いられた陶器の化粧道具入れ。つまみのある蓋つきの容器で、表面にはしばしば結婚の様子が描かれた。ピュクシスにはギリシア語で「箱」の意味がある。

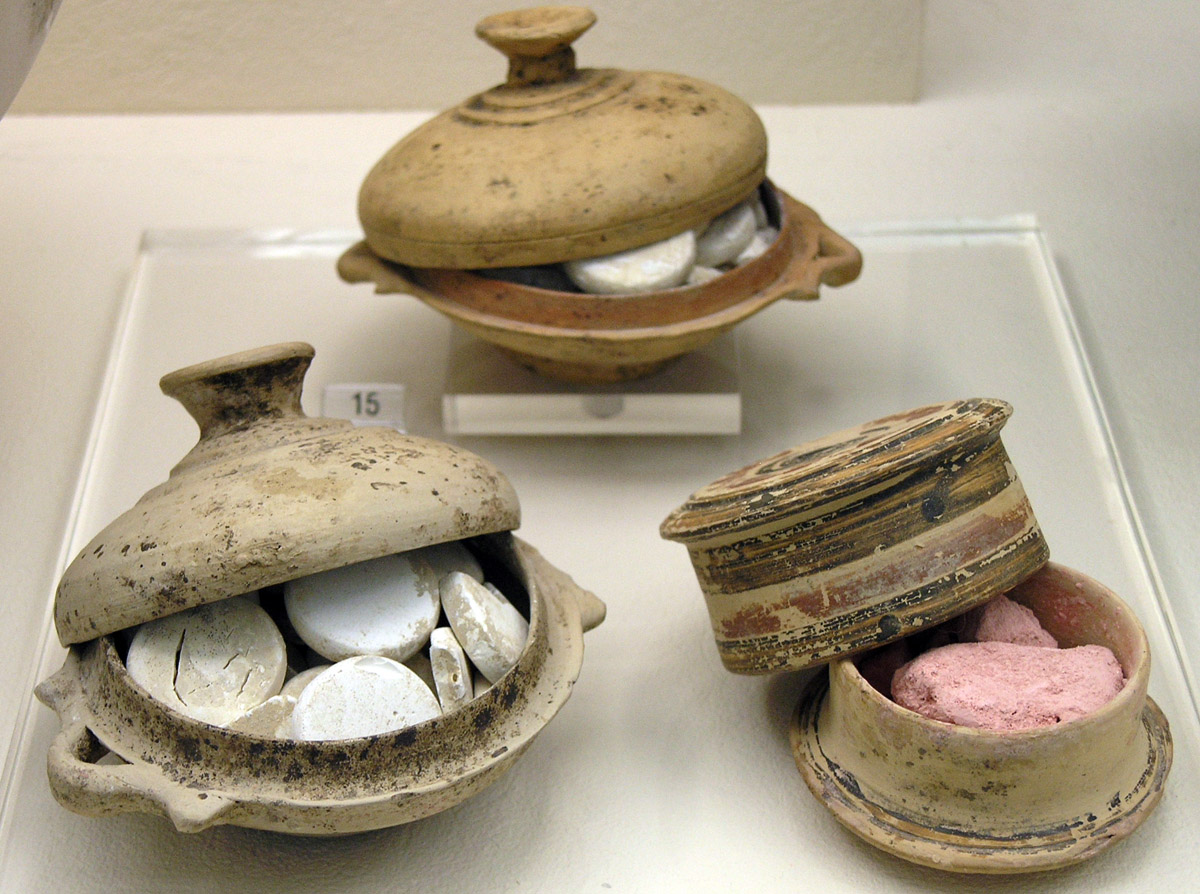
おしろいをおさめたピュクシス（紀元前5世紀頃、アテネ、考古陶器博物館蔵）
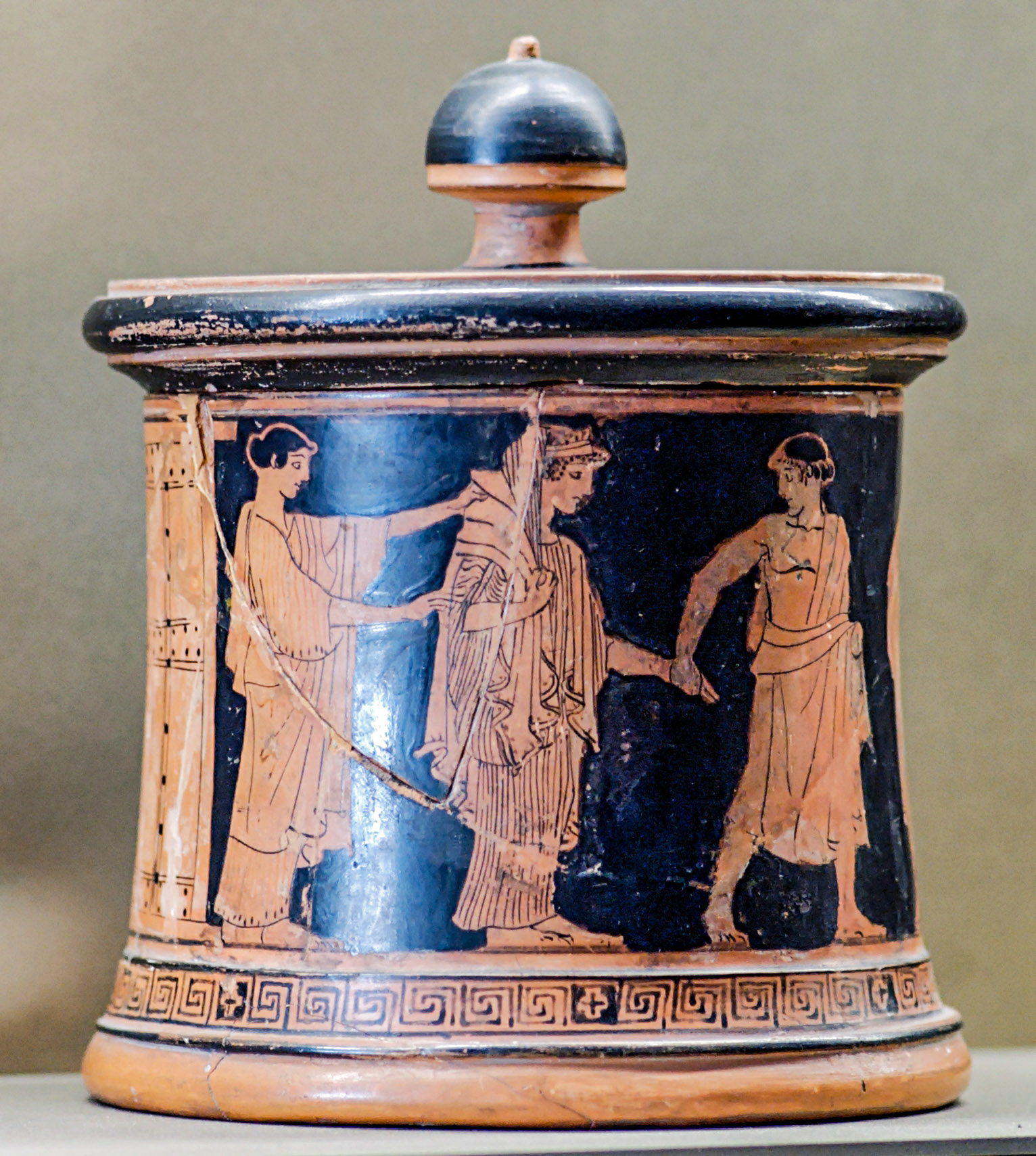
テティスの結婚（紀元前470-460年頃、アテネ出土、パリ、ルーヴル美術館蔵）
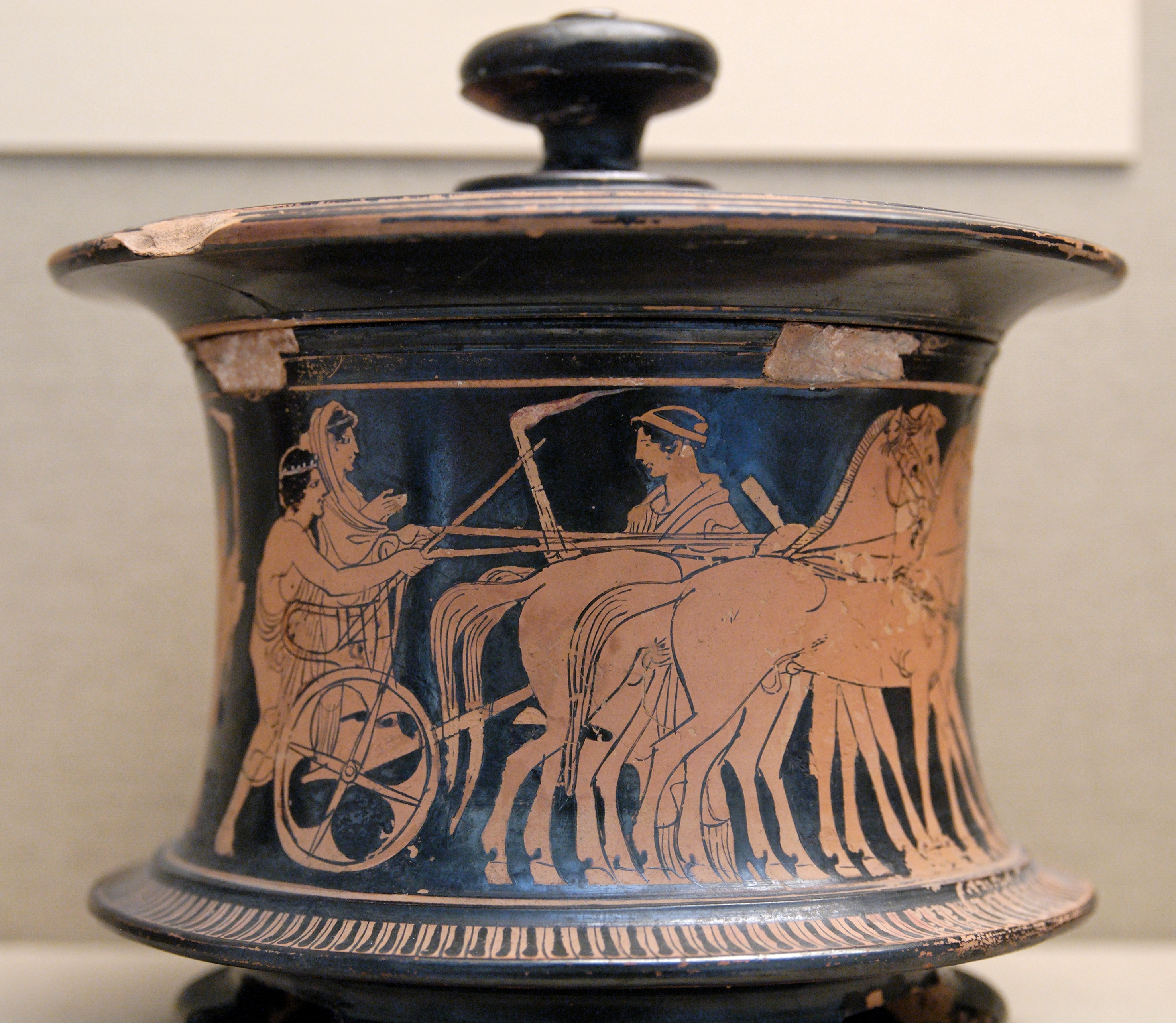
戦車に乗って嫁ぐ花嫁（紀元前440-430年頃、ロンドン、大英博物館蔵）